# 逃避行
『逃避行』（Hejira）は、ジョニ・ミッチェルが1976年に発表した8枚目のスタジオ・アルバム。
『ローリング・ストーン』誌が選んだ「オールタイム・グレイテスト・アルバム500」（2020年版）において133位にランクされている。

## 概要
ジャズ・フュージョン系ミュージシャンのジャコ・パストリアス、ラリー・カールトン、トム・スコットらが参加していて、ニール・ヤングがハーモニカで参加するなど、色彩豊かなサウンドになっている。パストリアスの叙情的なベース・ラインの印象的な曲があり、同年に発売されたパストリアスのデビュー・ソロアルバム『ジャコ・パストリアスの肖像』に収録されている「Continuum」にも通ずるプレイが聞ける。
見開きジャケット（ゲートフォールド）の写真はノーマン・シーフとジョエル・バーンスタインが撮影した。

## 収録曲
Side 1
1. コヨーテ - Coyote - 5:01
2. アメリア - Amelia - 6:01
3. ファリー・シングス・ザ・ブルース - Furry Sings the Blues - 5:07
4. ストレンジ・ボーイ - A Strange Boy - 4:15
5. 逃避行 - Hejira - 6:42

Side 2
1. シャロンへの歌 - Song for Sharon - 8:40
2. 黒いカラス - Black Crow - 4:22
3. ブルー・モーテル・ルーム - Blue Motel Room - 5:04
4. 旅はなぐさめ - Refuge of the Roads - 6:42

## 参加ミュージシャン
ミッチェルの公式サイトに拠る。
- ジョニ・ミッチェル - Vocals, Guitar (A1, A3-5, B1-4)
- ジャコ・パストリアス - Bass (A1, A5, B2, B4)
- マックス・ベネット - Bass (A3, B1)
- チャック・ドマニコ - Bass (B4)
- ラリー・カールトン - Lead Guitar (A1, A2, A4, B2), Acoustic Guitar (B3)
- ボビー・ホール - Percussion (A1, A4, A5)
- ヴィクター・フェルドマン - Vibes (A2)
- ニール・ヤング - Harmonica (A3)
- ジョン・ゲラン - Drums (A3, B1, B3, B4)
- エイブ・モスト - Clarinet (A5)
- チャック・フィンドリー - Horns (B4)
- トム・スコット - Horns (B4)